# 제15회 서울국제사랑영화제
제15회 서울국제사랑영화제는 2018년 4월 24일에 열린 시상식이다.

## 수상 및 후보

### 기독영화인상
- 로마서 8:37 - 신연식 수상

### 사전제작지원작
- 당신이 알지 못하나이다 - 신은섭 수상

### 아가페 초이스
- 팀 탈러, 웃음을 팔아버린 소년 - 안드레아스 드레센
- 부르고뉴, 와인에서 찾은 인생 - 세드릭 클라피쉬
- 주키퍼스 와이프 - 니키 카로
- 아가페 - 박정은
- 기적의 피아노 - 드미트리우스 나바로
- 채비 - 조영준

### 미션 초이스
- 로마서 8:37 - 신연식
- 겨울 빛 - 잉그마르 베르히만
- 잘 지내니, 루돌프? - 로버츠 루빈스
- 막달라 마리아: 부활의 증인 - 가스 데이비스

### 필름포럼 초이스
- 패터슨 - 짐 자무쉬
- 원더스트럭 - 토드 헤인즈
- 비트윈 랜드 앤드 씨 - 로스 휘태커
- 빛나는 - 가와세 나오미

### 키에슬로프스키 연작전
- 십계 - 크쥐시토프 키에슬로프스키

### SIAFF 단편선
- 골고다의 방 - 정시영
- 2인 3각 - 이진우
- 한양빌라, 401호 - 이경원